# Pelle di albicocca/Serena notte blu
Pelle di albicocca/Serena notte blu è un singolo del cantautore Gianni Davoli pubblicato nel 1974

## Descrizione
Il disco racchiude due canzoni pubblicate nel 1974 con la casa discografica Cinevox.

## Tracce
1. Pelle di albicocca - 3:12 (V.Tempera, C.Rossi, G.Davoli)
2. Serena notte blu - 3:45 (V.Tempera, S.Longo, G.Davoli)